# Rioichi Hirano
Rioichi Hirano (平野 亮一; Osaka, 5 settembre 1983) è un ballerino giapponese, primo ballerino del Royal Ballet dal 2016.

## Biografia
Rioichi Hirano ha iniziato ad avvicinarsi al balletto all'età di quattro anni, quando ha cominciato a prendere lezioni nella scuola di danza della madre Setsuko Hirano, ex ballerina classica. Anche suo fratello minore Keiichi è un ballerino ed è stato primo solista del National Ballet of Canada. 
Nel 2001 Hirano ha partecipato al Prix de Lausanne, vincendo il Professional Training Award. Il premio gli ha permesso di unirsi al corpo di ballo del Royal Ballet e, dopo un anno di prova, è stato assunto con il rango di "artista" nel 2002; il suo debutto nella compagnia è avvenuto in una rappresentazione di Onegin con le coreografie di John Cranko.
Nel 2007 è stato promosso al rango di primo artista, mentre l'anno successivo è stato nominato solista. In seguito a un'acclamata interpretazione del ruolo principale de Il principe delle pagode con le coreografie di Kenneth MacMillan, nel 2012 è stato promosso al rango di primo solista; infine, quattro anni dopo, è stato nominato primo ballerino della compagnia. Hirano è stato il secondo ballerino nipponico a raggiungere il rango più alto all'interno della compagnia dopo Tetsuya Kumakawa, nominato primo ballerino oltre vent'anni prima.
Hirano ha danzato tutti i maggiori ruoli maschili del repertorio del Royal Ballet, tra cui Albrecht in Giselle, Florimund ne La bella addormentata, Espada e Gamache in Don Chisciotte, Tebaldo, Paride e Romeo in Romeo e Giulietta, Onegin e Gremin in Onegin, il principe ereditario Rudolf in Mayerling, il principe ne Lo schiaccianoci, Dante in The Dante Project e Siegfried ne Il lago dei cigni (una parte che ha aggiunto al proprio repertorio nel 2022 all'età di trentanove anni) e Des Grieux e Lescaut in Manon. Inoltre ha danzato spesso come primo ballerino ospite con il Northern Ballet e lo Scottish Ballet.
Grazie alle grandi doti recitative e la buona tecnica, Hirano ha ottenuto vasti consensi di critica sia per le sue interpretazioni in ruoli da caratterista che in parti principali. Particolarmente apprezzata è stata la sua performance nel ruolo del torero Espada nel Don Chisciotte coreografato da Carlos Acosta (2013), ottenendo anche recensioni positive come protagonista in Onegin al suo debutto nel ruolo nel 2020. Anche la sua partnership artistica con Akane Takada, l'unica altra prima ballerina nipponica della compagnia, ha ottenuti grandi apprezzamenti di pubblico e critica.